# Туґлак хан
Ґіятх ал-Дін II Туґлак (араб. تغلق خان ابن فتح خان ابن فیروز شاہ) – делійський султан з династії Туґлак, який правив трохи більше за 5 місяців.